# JR貨物ホキ1000形貨車
JR貨物ホキ1000形貨車（JRかもつホキ1000がたかしゃ）は、日本貨物鉄道（JR貨物）に在籍している貨車（ホッパ車）である。

## 概要
本形式は、1990年から1995年にかけて日本車輌製造にて34両が製作された、フライアッシュ・炭酸カルシウムを専用種別とする 35t 積の私有貨車である。記号番号表記は特殊標記符号「オ」（全長が12 m をこえるホッパ車）を前置し「オホキ」と標記する。
フライアッシュは石炭を燃焼した際に発生する灰で、セメント原料の粘土の代替品としてセメント生産に利用可能である。一方の炭酸カルシウムは石灰石を粉砕して粉末状にしたもので、火力発電所では亜硫酸ガスを除去する脱硫装置に使用される。
1990年より小野田セメント藤原工場と中部電力碧南火力発電所の間で往復積車による鉄道輸送を行うことになり、往路と復路で異なる積荷を積載可能なホッパ車としてホキ1000形が開発された。当初は既存のセメント用貨車を流用する予定であったが、比重の違いにより25 tしか積めないなどの理由から荷重の大きい新型貨車が開発されたという経緯がある。
荷役方式はエアスライド式で、ホッパはカマボコ形として車両限界一杯まで拡大された。車体塗色は灰色+青帯で、全長は14,500mm、全幅は2,948mm、全高は4,058mm、換算両数は積車5.5、空車1.8である。台車はホキ1000-31までは国鉄トキ25000形・チキ7000形の廃車発生品であるTR213B形で、オホキ1000-32・33は新造品のTR213C形である。最高速度は75km/hである。
1990年5月に、試作車である1両が製作され、記号番号はオホキ1000-1初代とされた。各種試験の後に同年11月より量産車31両（オホキ1000-12代, オホキ1000-2 - オホキ1000-31）が製作され、試作車はオホキ1000-901と改番された。1995年10月には2両（オホキ1000-32 - オホキ1000-33）が増備された。
落成時は、小野田セメントの所有であり東藤原駅を常備駅としたが、その後社名が、秩父小野田を経て太平洋セメントに変更された。秩父小野田時代でも車体の所有者名は「小野田セメント」のままであり太平洋セメントに変更して10年後の2008年（平成20年）に「太平洋セメント」と標記された。

## 運用
三岐鉄道東藤原駅から衣浦臨海鉄道碧南市駅の間で運用されており、太平洋セメント藤原工場（東藤原駅隣接）から炭酸カルシウムを輸送し、碧南市駅（JERA碧南火力発電所）からフライアッシュ（石炭灰）を輸送する。本形式で運転される列車では車体色に因んで「白ホキ貨物」の愛称がある。
2015年に登場した最高速度95 km/hのホキ1100形が後継車として34両増備されたのに伴い、ホキ1000形の運用は2021年に一旦終了したが、2025年6月にホキ1000-3と17が川崎車両で検査を受け、再び運用に付き始めた。